# Anita Bryant
Anita Bryant   (Barnsdall, 25 de març de 1940 - Edmond, 16 de desembre de 2024) va ser una cantant estatunidenca, més coneguda per la seva campanya homofòbica que per les seves cançons.

## Biografia
En 1977 va conduir una campanya Save Our Children contra una ordenança de la ciutat de Miami que volia proscriure la discriminació segons l'orientació sexual. Bryant era convençuda que l'homosexualitat era un pecat greu: només calia 'ajudar' els gais per a canviar-se. Deia, entre d'altres, que: «…aquesta gent s'amaga darrere pretexts jurídics, per a obtenir el dret d'ensenyar als nostres nens que el seu mode de vida és una alternativa vàlida. […] Conduiré una croada per a parar aquest moviment com ningú mai l'ha vista en aquest país.» Jerry Falwell va viatjar cap a Miami per a ajudar-la.
Va reeixir i l'ordenança va ser rebutjada amb 69% dels vots.
La seva acció va causar moltes protestes als Estats Units i a Europa. Es va organitzar, amb el suport d'artistes com Barbra Streisand, Bette Midler, Paul Williams i Jane Fonda un boicot del suc de taronja Florida per al qual cantava cançons publicitàries. Això li va fer perdre el contracte lucratiu i altres contractes publicitaris. Als Països Baixos es va organitzar un gran concert de suport a la causa gai. La cantatriu Zangeres zonder Naam va treure una cançó de protesta molt directa, una de les primeres en llengua neerlandesa que advocava obertament per la causa dels gais.
El 1980, Bryant va divorciar-se del seu primer espòs. Amb el segon espòs va fer dues fallides.

## Cançons
- Paper Roses
- The Wedding
- In My Little Corner Of The World
- In The Chapel, In The Moonlight
- Moon River
- My Heart Cries For You
- Till there was You